# 佩斯恰諾耶湖 (阿爾泰邊疆區)
53°24′31″N 78°34′46″E / 53.4086°N 78.5795°E
佩斯恰諾耶湖（俄语：Песчаное），是俄羅斯的湖泊，位於該國南部，由阿爾泰邊疆區負責管轄，長8公里、寬4公里，面積26.1平方公里，海拔高度114米，集水區面積7,660平方公里，平均水深1.6米，最大水深4.1米。